# Петър Димитров (дипломат)
Вижте пояснителната страница за други личности с името Петър Димитров.
Петър Димитров е български дипломат, общественик и просветен деец от последната четвърт на XIX и началото на XX век.

## Биография
Завършил образованието си в Робърт колеж през 1872 г., Димитров учителства известно време в родното си село Жеравна, след което се завръща като преподавател в колежа в Цариград. През 1876 г. съпровожда и подпомага американския консул Юджийн Скайлър при анкетата му за потушаването на Априлското въстание в Пловдивско, Сливенско и Търновско. Превежда публикации на Уилям Гладстон за кланетата над българите. До 1879 г. работи като политически редактор на цариградския вестник „Зорница“, финансиран от американски мисионери. След това се установява в Източна Румелия. Избран е за депутат в Областното събрание и работи в Дирекцията на вътрешните работи. От 1881 г. в продължение на 9 години е префект (управител) на Пловдивски окръг.
На 4 септември 1885 г. – 2 дни преди Съединението – Областният директорат (правителството) на Източна Румелия, изпраща Димитров да въдвори ред в бунтуващото се село Голямо Конаре. Въпреки нареждането той не взима войска със себе си. Арестуван е от въстаниците, които потеглят към Пловдив, за да свалят генерал-губернатора Гаврил Кръстевич и директорите (министрите).
След присъединяването на Румелия към Княжество България правителството на Каравелов утвърждава Димитров за пловдивски окръжен управител. В преговори с емисари на султана през ноември 1885 г. той отбива опита на Високата порта да се възползва от Сръбско-българската война и да наложи османски комисар в Южна България.
Димитров е сред двамата български делегати в българо-турската комисия, която преговаря през лятото на 1886 г. за ревизия на Органическия устав на Източна Румелия.
През 1890 г. Димитров минава на дипломатическа служба като български дипломатически агент в Белград, от 1892 до 1897 г. е в Цариград. През 1903 – 1905 г. представлява България в Букурещ и Атина. До 1909 г. е на дипломатически мисии в редица европейски столици.
Към края на живота си издава спомени за сътрудничеството със Скайлър при проучването на Априлското въстание и за участието си в събитията около Съединението на Източна Румелия и Княжество България.